# 克萊鎮區 (愛荷華州哈里森縣)
克萊鎮區（英語：Clay Township）是位於美國愛荷華州哈里森縣的一個行政鎮區。

## 地方資料
根據2010年美國人口普查的數據，克萊鎮區的面積為69.93平方千米，當中陸地面積為67.70平方千米，而水域面積為2.23平方千米。當地共有人口99人，而人口密度為每平方千米1.42人。